# Distretto di Azeffoun
Il distretto di Azeffoun è un distretto della provincia di Tizi Ouzou, in Algeria.

## Comuni
Il distretto di Azeffoun comprende 4 comuni:
- Aghribs
- Akerrou
- Aït Chafâa
- Azeffoun

| Controllo di autorità | VIAF (EN) 140022937 · LCCN (EN) nr2007012903 |